# Simon Poidevin
Pour les articles homonymes, voir Poidevin.

a Compétitions nationales et continentales officielles uniquement.

b Matchs officiels uniquement.
Simon Paul Poidevin, né le 31 octobre 1958 à Goulburn, est un joueur de rugby à XV australien de souche picarde, qui a joué avec l'équipe d'Australie de 1980 à 1991 (59 sélections). Il évolue au poste de troisième ligne aile.

## Biographie
Simon Poidevin effectue son premier test match en mai 1980 contre l'équipe des Fidji. Son dernier test match est contre l'équipe d'Angleterre en novembre 1991. Il remporte la Coupe du monde de 1991 (5 matchs joués).
En 1994, il participe à la tournée des Barbarians français en Australie. Le 26 juin 1994, il joue contre l'Université de Sydney en Australie. Les Baa-Baas s'imposent 36 à 62. Le 29 juin 1994, il joue contre les Barbarians Australiens au Sydney Cricket Ground. Les Baa-Baas français s'imposent 29 à 20.

## Palmarès
- Vainqueur de la Coupe du monde en 1991

## Statistiques en équipe nationale
- Nombre de matchs avec l'Australie : 59
- 24 points (6 essais)
- Sélections par année : 4 en 1980, 5 en 1981, 4 en 1982, 7 en 1983, 8 en 1984, 5 en 1985, 7 en 1986, 7 en 1987, 3 en 1988, 1 en 1989 et 8 en 1991